# 李邕 (虢王)
李邕（687年—727年），唐朝宗室，唐高祖的曾孙，虢王李凤的孙子，定襄郡公、曹州刺史李宏的儿子。
神龙初，唐中宗封李邕为嗣虢王。李邕娶韦皇后妹妹韦七姨为妻，于是唐中宗时他特承宠异，转秘书监，知陇右三使仗内诸厩，改封汴王，开府置僚属。一月后韦后被杀，李邕挥刀割下妻子的头，送於朝上，被人们鄙视。贬为沁州刺史，不知州事，削封邑。景云二年（711年），再嗣虢王，还封二百户。官至卫尉卿。再娶扶余德璋（百济王扶余义慈的孙子、扶余隆的儿子）的女儿扶餘氏，生子李巨，开元十五年（727年）李邕卒。李巨嗣虢王。次子昭义节度使李承昭。另有子汉州刺史李承旺、李晊。李晊生李望之，李望之生宗正少卿、上柱国、赐紫金鱼袋李济。

## 传記資料
- 《旧唐書》虢王凤传
- 《新唐書》虢王凤传